# Станица Дальняя
«Станица Дальняя» — комедийный художественный фильм режиссёра Евгения Червякова. Премьера состоялась 19 апреля 1940 года

## Сюжет

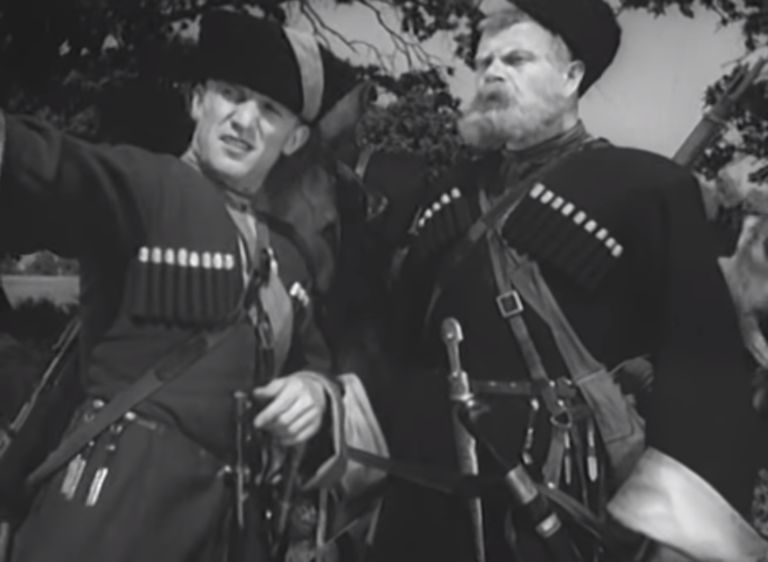
Николай Крючков и Павел Курзнер

Поблизости от кубанских станиц Дальняя и Кочетковская проводят военные манёвры. В этих манёврах разрешили принимать участие и отрядам казаков-станичников. Одна станица будет «воевать» за красных, а вторая за «синих». По такому случаю в колхозе проводится собрание, ведь необходимо выбрать достойных казаков для участия в манёврах и в то же время завершить уборку, ведь она в самом разгаре. Однако неожиданное сопротивление возникло от женской части населения — бабы тоже хотят участвовать в этих манёврах.
На бурно протекавшем собрании принято мудрое решение. Для участия в военных манёврах станичники мобилизуются. Бабы и батьки (так зовут дедов) будут выполнять работу мужиков: комбайнеров, штурвальных, пожарных, кузнецов. Все освободившиеся мужики будут участвовать в учениях.
На первых порах у оставшихся в станице баб получается не всё, прежде всего недовыполняют план комбайнёры. Поплакав немного, бабы с новыми силами бросаются в работу.
Не всё благополучно на учениях у казаков-станичников. Прорвавшийся в тыл «красных» казачий разъезд под командованием Михаила (Николай Крючков) вроде бы выполнил свою задачу (условно взорвал мост), но посланная Михаилом в станицу на разведку группа казаков во главе с отцом Михаила (Павел Курзнер) бесславно захвачена в плен группой баб во главе с будущей родственницей, матерью Даши Горкуновой (Н. Волкова).
Но вот, по окончании военных манёвров всё возвращается на свои места, а в станице гуляют свадьбу Михаила и Даши (Зоя Фёдорова).

## В ролях
- Татьяна Сукова — Прыська
- Зоя Фёдорова — Даша Горкунова
- Н. Волкова — мать Даши Горкуновой
- Николай Крючков — казак Михаил Агеев
- Павел Курзнер — отец Михаила Агеева
- Нина Шатерникова — Нюра
- Елена Тяпкина — Мария Дыбля
- Александр Курков — Никифор
- Иван Агейченков — Герасим
- Андрей Костричкин — дед Самсон
- Сергей Филиппов — казак, счетовод в колхозе
- Иван Назаров — директор МТС (нет в титрах)

## Съёмочная группа
- Сценарист: Борис Чирсков
- Режиссёр: Евгений Червяков
- Второй режиссёр: Илья Фрэз
- Оператор: Святослав Беляев
- Художники: Мария Фатеева, Николай Суворов
- Композитор: Владимир Щербачёв
- Звукооператор: Юрий Курзнер

## Критика
С точки зрения киноведа Якова Бутовского, несмотря на качественную операторскую работу Святослава Беляева, например, в крупных планах, и попытки использовать художественные образы из предыдущих картин Червякова, слабый сценарий не позволил создать удачный, достаточно смешной фильм, хотя участие известных актёров и привлекло определённый интерес зрителей. По мнению Николая Ефимова, автора биографии режиссёра, «Станица Дальняя» была худшим его фильмом, с чем солидарен Пётр Багров, назвавший эту кинокартину (наряду с другими звуковыми фильмами Червякова) ударом по репутации.
Кинокритик Ростислав Юренев оценивал фильм иначе: «Червяков и его старый соратник оператор С. Беляев сняли фильм светло, лирично, жизнерадостно. Молодые артисты Зоя Федорова, Николай Крючков, Сергей Филиппов играли обаятельно и наивно, придавая лучшим сценам водевильную легкость и непосредственный лиризм».